# پابلو پیکاسو
پابلو روئیز پیکاسو[a][b] (زاده ۲۵ اکتبر ۱۸۸۱ – درگذشته ۸ آوریل ۱۹۷۳) نقاش، مجسمه‌ساز، چاپگر، سفالگر و طراح تئاتر اسپانیایی بود که بیشتر دوران بزرگسالی خود را در فرانسه گذراند. او که یکی از تأثیرگذارترین هنرمندان قرن بیستم است، به دلیل مشارکت در تأسیس جنبش کوبیسم، اختراع مجسمه‌سازی، [۸][۹] اختراع مشترک کلاژ و به خاطر طیف وسیعی از سبک‌ها، که به توسعه و کشف آنها کمک کرد، معروف است. از مشهورترین آثار او می‌توان به دوشیزگان آوینیون (۱۹۰۷) در دوره پروتو-کوبیست و تابلوی ضد جنگ گرنیکا (۱۹۳۷) اشاره کرد که تصویری دراماتیک از بمباران گرنیکا توسط نیروهای هوایی آلمان و ایتالیا در طول جنگ داخلی اسپانیا است.

## دوره اولیه زندگی

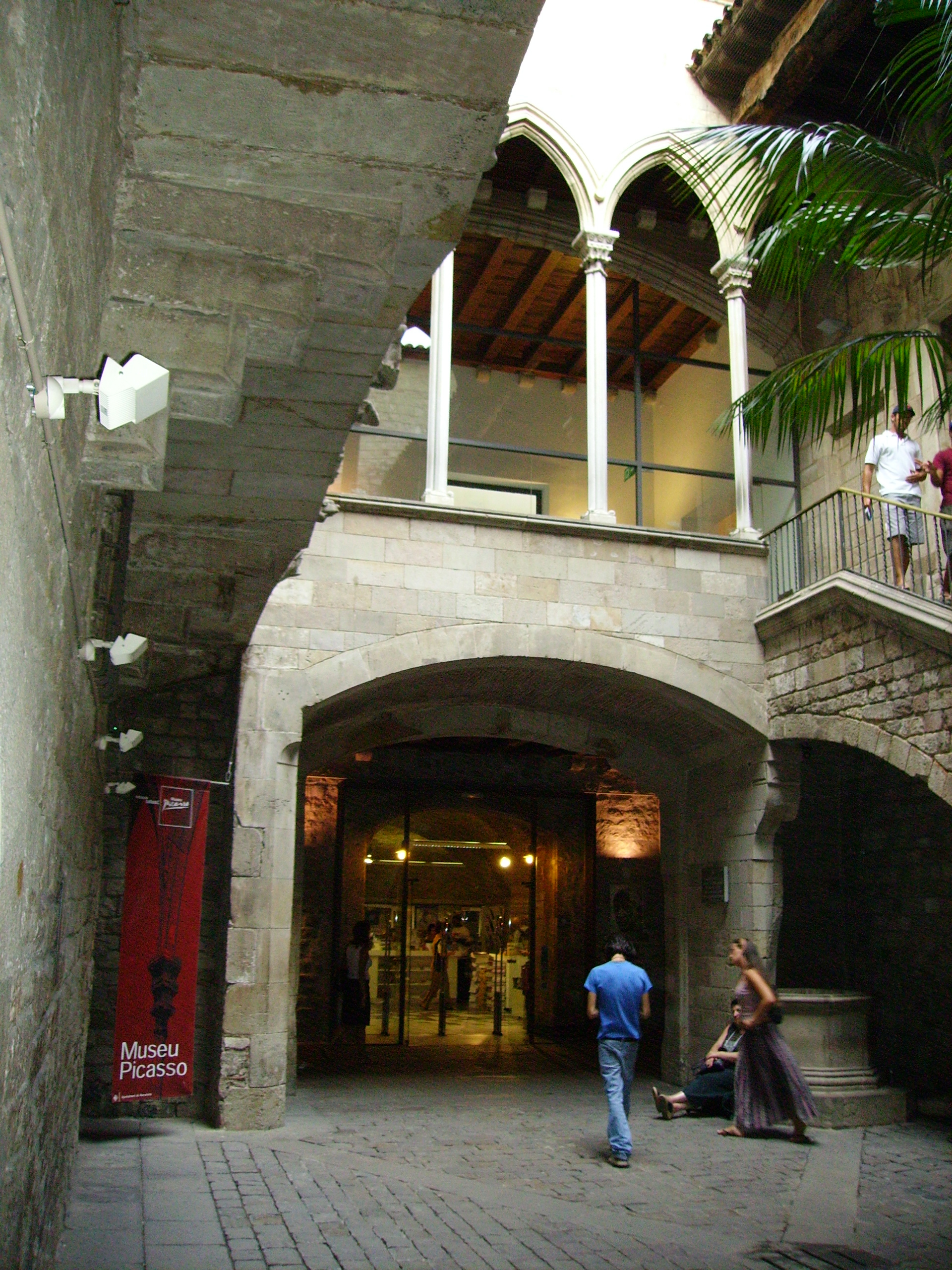
موزه پیکاسو، بارسلون، کاتالونیا.

وی در ۲۵ اکتبر سال ۱۸۸۱ در مالاگا، یکی از شهرهای کشور اسپانیا، زاده شده و با نام «پابلو دیه‌گو خوسه فرَنسیسکو د پائولا خوان رمدیوس ترینیداد روییس ای پیکاسو» غسل تعمید داده شد. او فرزند یک نقاش تحصیل کرده به نام خوزه روئیز بلاسکو و ماریا پیکاسو لوپز بود که از سال ۱۹۰۱ نام خود را به نام خانوادگی مادرش تغییر داد. پابلو از همان دوران کودکی به نقاشی علاقه پیدا کرد و از ده سالگی نزد پدرش که معلم یک آموزشگاه هنری بود، اصول اولیهٔ نقاشی را فراگرفت و دوستانش را با کشیدن نقاشی بدون بلند کردن قلم یا نگاه کردن به کاغذ سرگرم می‌کرد.
در سال ۱۸۹۵ به همراه خانواده به بارسلونا تغییر مکان دادند و پیکاسو در آن‌جا در آکادمی هنرهای عالی به نام لالُنخا (La Lonja) به تحصیل مشغول شد. در اوایل کار، دیدار او از مکان‌ها و گروه‌های مختلف هنری تا سال ۱۸۹۹ در پیشرفت هنریش بسیار اثرگذار بود. پیکاسو تحصیلات خود را در فرانسه به پایان رساند، سپس نزد پدرش که استاد نقاشی بود به آموختن پرتره‌نگاری پرداخت و در سال ۱۹۰۳ مقیم پاریس شد. در سال‌های ۱۹۰۶ و ۱۹۱۰، به اتفاق ژرژ براک مکتب کوبیسم را پایه‌گذاری کرد. ژرژ براک، از نخستین کسانی بود که سنجاق و میخ را با هم توأم نمود و پیکاسو تخته و چیزهای دیگری را هم به آن افزود. پیکاسو در سبک خود شهرت فراوانی به دست آورد و پیروان فراوانی کسب نمود.

## آغاز فعالیت هنری

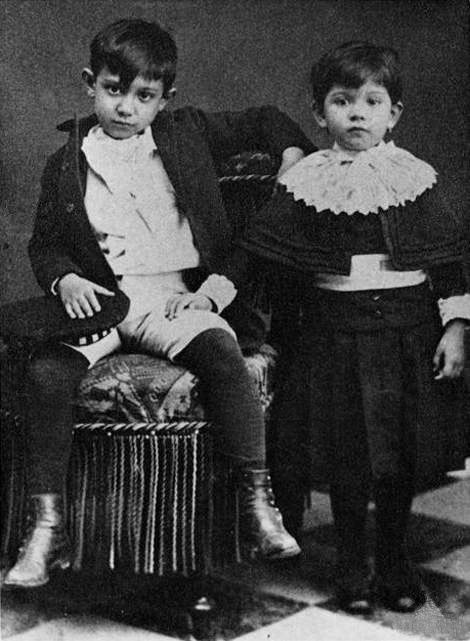
پیکاسو و خواهرش لولا در ۱۸۸۹

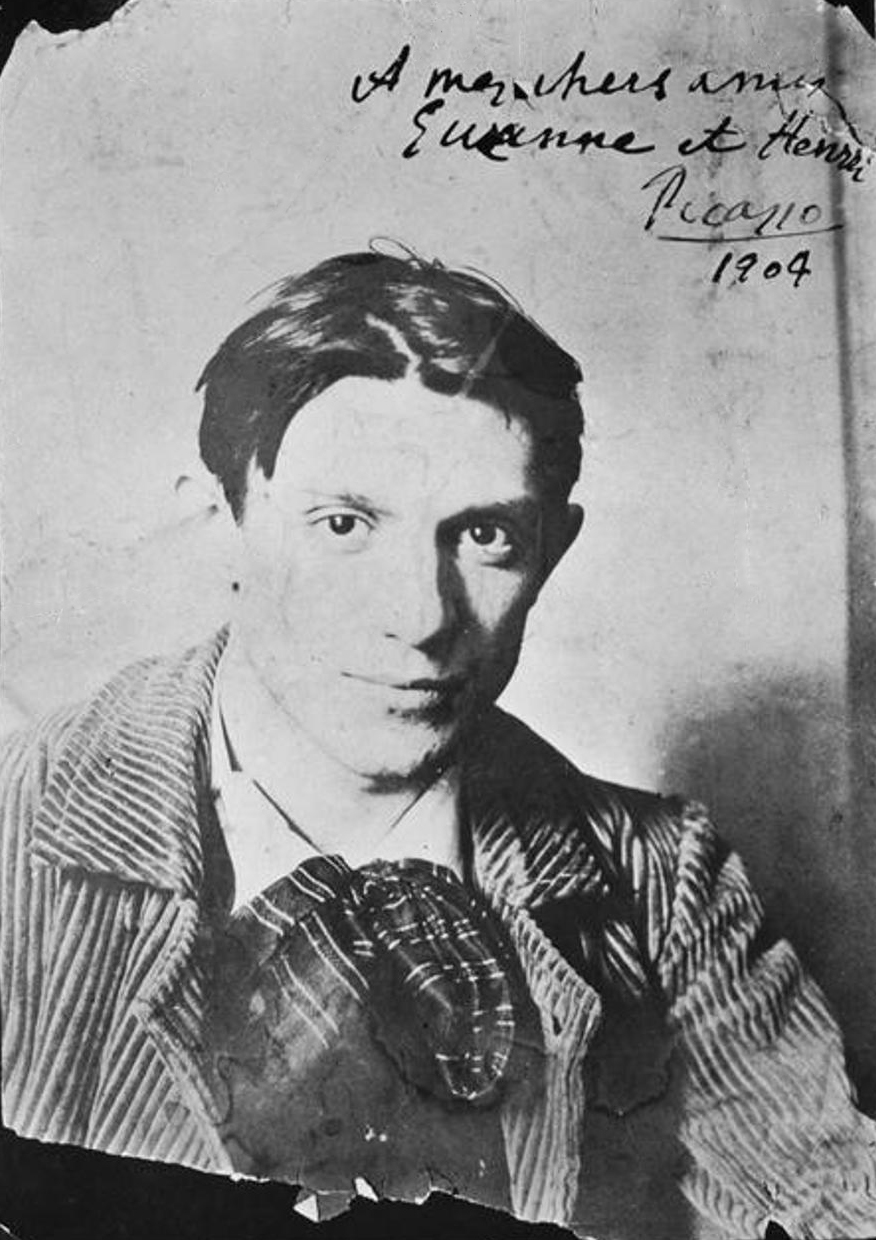
پیکاسو در ۱۹۰۴

### دوره آبی
پیکاسو زمانی که به کار مشغول نبود، از تنها ماندن خودداری می‌کرد و به همین دلیل در مدت کوتاهی حلقهٔ دوستانش که شامل گیوم آپولینر، ماکس ژاکوب و لئواستاین و همچنین دو دلال بسیار خوب به نام‌های امبرواز ولار و برس‌ول (Berthe Weel) بود، شکل گرفت. در این زمان خودکشی یکی از دوستانش به روی پابلوی جوان تأثیر عمیقی گذاشت و تحت چنین شرایطی دست به خلق آثاری زد که از آن به عنوان دورهٔ آبی یاد می‌کنند. در این دوره بیشتر به ترسیم چهرهٔ آکروبات‌ها، بندبازان، گدایان و هنرمندان می‌پرداخت و در طول روز در پاریس به تحقیق بر روی شاهکارهایش در لوور و شبها به همراه هنرمندان دیگر در میکده‌ها مشغول می‌شد. پابلو پیکاسو در دورهٔ آبی بیشتر رنگ‌های تیره را در تابلوهای نقاشی خود به کار می‌گرفت.
در دوره‌های آبی و گلفام استقلال هنری اش را بروز داد. اوضاع بحرانی اروپا، جنگ داخلی اسپانیا و اشغال فرانسه توسط آلمانی‌ها، بر موضوع و محتوای هنر او اثری عمیق گذاشت و عناصر اساطیری و نمادین در آثارش رخ نمودند. تابلوی گرنیکا نمونه شاخص هنر تمثیلی او در این دوره است. او با بهره‌گیری از هنر بدوی (مجسمه‌های کهن ایبریایی، و صورتکها و تندیسهای آفریقایی)، در راهی تازه قدم گذارد. شاید پیکاسو طراحی را برترین وسیله برای انتقال بیواسطه قدرت ابداع خود می‌دانست. طراحی‌های دوره جوانی اش به دور از طبیعت‌گرایی و بری از هرگونه رونگاری، بر اثر تجربه تجسمی به روی کاغذ ترسیم شده‌اند.
پیکاسو دوره‌های هنری مختلف را گذراند که کمترین هنرمندی به چنین تجربهٔ عظیمی دست پیدا می‌کند. یکی از مهم‌ترین دورهٔ کاری پیکاسو چنان‌که پیش از این گفته شد، دورهٔ آبی بود. با وجود اینکه تعهدات کاری در فرانسهٔ اواخر قرن نوزدهم و اوایل هنر قرن بیستم کم‌تر شده بود شاید هیچ هنرمندی به اندازهٔ پیکاسو در تعهد کاری خود، تلخی زندگی را آن‌قدر بزرگ نمایش نداد. این تلخی منحصراً در دورهٔ آبی (۱۹۰۴–۱۹۰۱) به اوج خود رسید چنان‌که از مجموعهٔ رنگ‌های مالیخولیایی آن دوره با سایه روشن آبی و حاشیهٔ تاریک آن بر می‌آید بدون شک زندگی در فقر خانوادگی در زمان جوانی در سال‌های اولیهٔ زندگیش در پاریس و برخورد با کارگران و گدایان اطراف خود درکشیدن پرترهٔ شخصیت‌ها با حساسیت و احساس ترحم هر چه بیشتر نسبت به آن‌ها تأثیر زیادی گذاشته است. زن اطوکش (Woman Ironing) در پایان دورهٔ آبی با رنگهای روشن‌تر اما هنوز با طرح غم افزای شامل سفید و خاکستری تصور اصلی فرسودگی و رنج پیکاسو را نشان می‌دهد. اگر چه واقعیت اقتصادی و اجتماعی در پاریس آن دوره ریشه کرده بود. رفتار دوستانهٔ این هنرمند در این مورد که با خطوط زاویه‌دار و متقارن، دین هنری خود را با ترکیب خطوط امتداد داده شده و ظریف که با نفوذ به حقایق تجربی مورخ معروف ال گرکو به آن‌ها رسیده بود، نمایش می‌داد و پیکاسو در آن‌جا این موضوع را با حضور تقریباً معنوی و خیالی از آن زن به عنوان مثالی از فقر و بدبختی آن دوره نشان داده است.

### دوره رز
در سال ۱۹۰۰ میلادی اولین نمایشگاه پیکاسو در بارسلونا تشکیل شد. در پاییز همان سال به پاریس رفت تا در آنجا مطالعاتی در ابتدای قرن جدید داشته باشد و در آوریل ۱۹۰۴ در پاریس اقامت کرد و در آنجا به وسیلهٔ آثار امپرسیونیست خود به شهرت رسید.
اما پس از مدت کوتاهی اقامت در فرانسه با تغییر ارتباطات، جعبهٔ رنگ او به رنگهای قرمز و صورتی تغییر پیدا کرد. به همین دلیل به این دوره دوران صورتی پیکاسو می‌گویند. در این دوران پس از دوستی با برخی از دلالان هنر، شاعر آن زمان ماکس ژاکوب و نویسندهٔ تبعیدی آمریکایی، گرترود استاین و برادرش لئو که اولین حامیان او بودند، سبک او به‌طور محسوسی عوض شد به‌طوری‌که تغییرات درونی او در آثارش نمایان است؛ و تغییر سبک او از دورهٔ آبی به دورهٔ رز در اثر مهم او به نام دوشیزگان آوینیون نمونه‌ای از آن دوره است.

## هنر مدرن تغییرشکل یافته

تابلوی دوشیزگان آوینیون اثر پیکاسو در سال ۱۹۰۷

زنان الجزایر - ۱۹۵۵

### دوره آفریقایی
کار پابلو پیکاسو در تابستان سال ۱۹۰۶، وارد مرحلهٔ جدیدی شد که نشان از تأثیر هنر یونان شبه جزیرهٔ ایبری و آفریقا بر روی او بود که به این ترتیب سبک را به وجود آورد که توسط منتقدین نقاش معاصر مورد توجه قرار نگرفت.

### کوبیسم
در سال ۱۹۰۸ پابلو پیکاسو و نقاش فرانسوی ژرژ براک متأثر از قالب امپرسیونیسم فرانسوی، سبک جدیدی را درکشیدن مناظر به کار بردند که از نظر چندین منتقد از مکعب‌های کوچکی تشکیل شده است. این سبک، کوبیسم نام گرفت و بعضی از نقاشی‌های این دو هنرمند در این زمینه آنقدر به هم شبیه هستند که تفکیک آن‌ها بسیار مشکل است. سیر تکاملی بعدی پابلو در کوبیسم از نگاه تحلیلی (۱۱–۱۹۰۸) به منظر ساختگی و ترکیبی که آغاز آن در سالهای ۱۳–۱۹۱۲ بود ادامه داشت. در این شیوه، رنگ‌های نمایش داده شده به صورت صاف و چند تکه، نقش بزرگی را ایفا می‌کند. بعد از این سال‌ها پیکاسو همکاری خود را در بالت و تولیدات تئاتر و نمایش در سال ۱۹۱۶ آغاز کرد و کمی بعد از آن آثار نقاشی خود را با سبک نئوکلاسیک و نمایش تشبیهی عرضه کرد. این نقاش بزرگ در سال ۱۹۱۸ با اولگا خوخلووا (Olgo khokholova)، بالرین که از خانواده اشراف‌زادگان روسیه بود ازدواج کرد و در پاریس به زندگی خود ادامه داد و تابستان‌هایش را نیز در کنار ساحل دریا سپری می‌کرد. فرزند آنها پائولو در سال ۱۹۱۳ به دنیا آمد. از سال ۱۹۲۵ تا ۱۹۳۰ درگیر اختلاف عقیده با سوررئالیست‌ها بود و در پاییز سال ۱۹۳۱ علاقه‌مند به مجسمه‌سازی شد و با ایجاد نمایشگاه‌های بزرگی در پاریس و زوریخ و انتشار اولین کتابش به شهرت فراوانی رسید.
توجه پیکاسو در مدت کوتاهی از کشیدن نقاشی‌هایی با کنایهٔ اجتماعی و مذهبی به سوی تحقیق در فضای دیگر و خلق آثاری برد که اوج آن در مکتب کوبیسم به ثمر رسید. پرترهٔ فرناند با روسری زنانهٔ سیاه (Fernande with a black Montilla) اثری در این مرحلهٔ کاری است. خیالی بودن تصویر با رنگ‌بندی مناسب و ضربه‌های قلم موی پرنشاط نشان از معشوقهٔ او فرناند الیور (Fernonde Oliver) می‌دهد که روسری به سر کرد، و سمبل هنر اسپانیایی او است. از ایجاد سبک شمایلی از صورت او با مشخصات خلاصه شده می‌توان افزایش علاقهٔ پیکاسو را در خلاصه کردن ویژگی‌ها و استحکام پیکرتراشی پیشگویی کرد که این تأثیر را در آثار بعدی او می‌بینیم.

### جنگ اسپانیا، جنگ جهانی دوم و پس از آن

تابلوی گرنیکا اثر پیکاسو به سال ۱۹۳۷

تابلوی دورا مار و گربه خلق شده در سال ۱۹۴۱

در سال ۱۹۳۶ جنگ داخلی اسپانیا شروع شد که تأثیر زیادی به روی پیکاسو گذاشت به‌طوری‌که تأثیر آن را می‌توان در تابلوی گرنیکا (۱۹۳۷) دید. در این پردهٔ نقاشی بزرگ، بی‌عاطفگی، وحشی‌گری و نومیدی حاصل از جنگ به تصویر کشیده شده است. پابلو اصرار داشت که این تابلو تا زمانی که دموکراسیـ کشور اسپانیا به حالت اول برنگردد به آنجا برده نشود. این تابلوی نقاشی به عنوان یکی از پرجاذبه‌ترین آثار در موزهٔ مادرید سال ۱۹۹۲ در معرض نمایش قرار گرفت.
حقیقت این است که پیکاسو در طول جنگ داخلی اسپانیا، جنگ جهانی اول و دوم کاملاً بی‌طرف بود از جنگیدن با هر طرف یا کشوری مخالفت می‌کرد. او هرگز در این مورد توضیحی نداد. شاید این تصور به وجود آید که او انسان صلح‌طلبی بود اما تعدادی از هم عصران او از جمله براک بر این باور بودند که این بی‌طرفی از بزدلی‌اش ناشی می‌شد. به عنوان یک شهروند اسپانیایی مقیم پاریس هیچ اجباری برای او نبود که در مقابل آلمان در جنگ جهانی مبارزه کند یا در جنگ داخلی اسپانیا، خدمت برای اسپانیایی‌های خارج از کشور کاملاً اختیاری بود و با وجود اظهار عصبانیت پیکاسو نسبت به فاشیست در آثارش، هرگز در مقابل دشمن دست به اسلحه نبرد. او با وجود کناره‌گیری از جنبش استقلال‌طلبی در ایام جوانیش حمایت کلی خود را از چنین اعمالی بیان می‌کرد و بعد از جنگ جهانی دوم به گروه کمونیست فرانسه پیوست و حتی در مذاکرهٔ دوستانهٔ بین‌المللی در لهستان نیز شرکت کرد اما نقد ادبی گروهی از رئالیستها در مورد پرترهٔ استالین، علاقهٔ پیکاسو را به امور سیاسی کمونیستی سرد کرد.

### آثار متاخر

تابلوی نقاش و مدلش خلق شده در سال ۱۹۲۷. این تابلو در موزه هنرهای معاصر تهران نگهداری می‌شود.

تابلوی رویا خلق شده در سال ۱۹۳۲

پیکاسو در سال ۱۹۴۰ به یک گروه مردمی ملحق شد و شمار زیادی از نمایشگاه‌های پیکاسو در طول زندگی این هنرمند در سالهای بعد از آن برگزار شد که مهم‌ترین آن‌ها در موزهٔ هنر مدرن نیویورک در سال ۱۹۳۹ و در پاریس در سال ۱۹۵۵ ایجاد شد. در ۱۹۶۱، این نقاش اسپانیایی با ژاکلین روک ازدواج کرد و به موگینس نقل مکان کرد. پابلو پیکاسو در آنجا خلق آثار با ارزش خود همانند نقاشی، طراحی، عکس‌های چاپی، سفال‌گری و مجسمه‌سازی را تا زمان مرگش یعنی هشتم آوریل سال ۱۹۷۳ در موگینس فرانسه ادامه داد.
در سال‌های هشتاد یا نود سالگی، انرژی همیشگی دوران جوانیش بسیار کمتر شده بود و بیشتر خلوت می‌گزید. همسر دوم او ژاکلین روک به جز مهم‌ترین ملاقات کنندگانش و دو فرزند پیکاسو، کلود و پالوما(Claude and paloma) و دوست نقاش سابقش، فرانسواز ژیلو که مادر کلود و پالوما بود، به کس دیگر اجازهٔ ملاقات با او را نمی‌داد. گوشه‌گیری پابلو پیکاسو بعد از عمل جراحی پروستات در سال ۱۹۶۵ بیشتر شد و با اختصاص دادن تمام نیرویش به کار، درکشیدن تابلو جسورتر گشت و از سال ۱۹۶۸ تا سال ۱۹۷۱ سیل عظیم نقاشی‌هایش و صدها قلم‌زنی بشقاب مسی در معرض دید عموم قرار گرفت. این آثارش در این زمان توسط بسیاری از رویاپردازان نادیده گرفته شد به‌طوری‌که داگلاس کوپر، آثار پایانی او را به عنوان آثار یک پیرمرد عصبانی در اتاق مرگ نامید. پیکاسو همچنین مجموعه‌ای قابل توجه از آثار دیگر نقاشان معروف هم دورهٔ خود مانند آنری ماتیس را نگهداری می‌کرد و چون هیچ وصیت‌نامه‌ای در زمان مرگش نبود به عنوان مالیات ایالتی فرانسه، بعضی از آثار و مجموعه‌های او به دولت داده شد.
این نقاش و مجسمه‌ساز اسپانیایی با خلق آثارش گام مهمی در هنر مدرن برداشت. او در ابداع و نوآوری سبک‌ها و تکنیک‌های نقاشی بی‌نظیر بود و استعداد خدادادی او به عنوان یک نقاش و طراح بسیار قابل اهمیت است. او در کار کردن با رنگ روغن، آبرنگ، پاستل، زغال چوب، مداد و جوهر بسیار توانا بود و با ایجاد آثاری در مکتب کوبیسم استعداد بی‌نظیر خود را به بهترین شکل به کار گرفت و با وجود آموزش محدود علمی (که تنها یک سال از دورهٔ تحصیلاتی را در آکادمی رویال مادرید به پایان رساند) تلاش هنرمندانه‌ای را در تغییر جهت فکری خود انجام داد. از پابلو پیکاسو به عنوان پرکارترین نقاش تاریخ یاد می‌شود. در حالیکه دوستانش به او توصیه می‌کردند که در سن هفتاد و هشت سالگی دست از کار بردارد اما او مخالفت می‌کرد. مرگ او در حالی به وقوع پیوست که با تعداد زیادی تابلو و آثار ارزشمند، مرکب از علائق شخصی و به دور از در نظر گرفتن بازار هنر یک ثروتمند محسوب می‌شد؛ و اخیراً در سال ۲۰۰۳ خویشاوندان پیکاسو موزهٔ وقف شده‌ای را در زادگاه پیکاسو یعنی مالاگا به نام موسیوپیکاسومالاگا راه انداختند.

## مرگ
وی در ۸ آوریل ۱۹۷۳، در حالی که به اتفاق همسرش ژاکلین روک دوستانشان را برای صرف شام پذیرایی می‌کردند بر اثر حمله قلبی درگذشت. ژاکلین روک که پس از پیکاسو شدیداً از نظر روحی دگرگون شده بود، در سال ۱۹۸۶، با شلیک گلوله خودکشی کرد.

## سبک و تکنیک

تابلوی دختری با لباس خواب خلق شده در سال ۱۹۰۵ در دوره موسوم به دوره آبی

تابلوی پسری با پیپ خلق شده توسط پیکاسو در سال ۱۹۰۷ در دوره موسوم به دوره رز یا سرخ

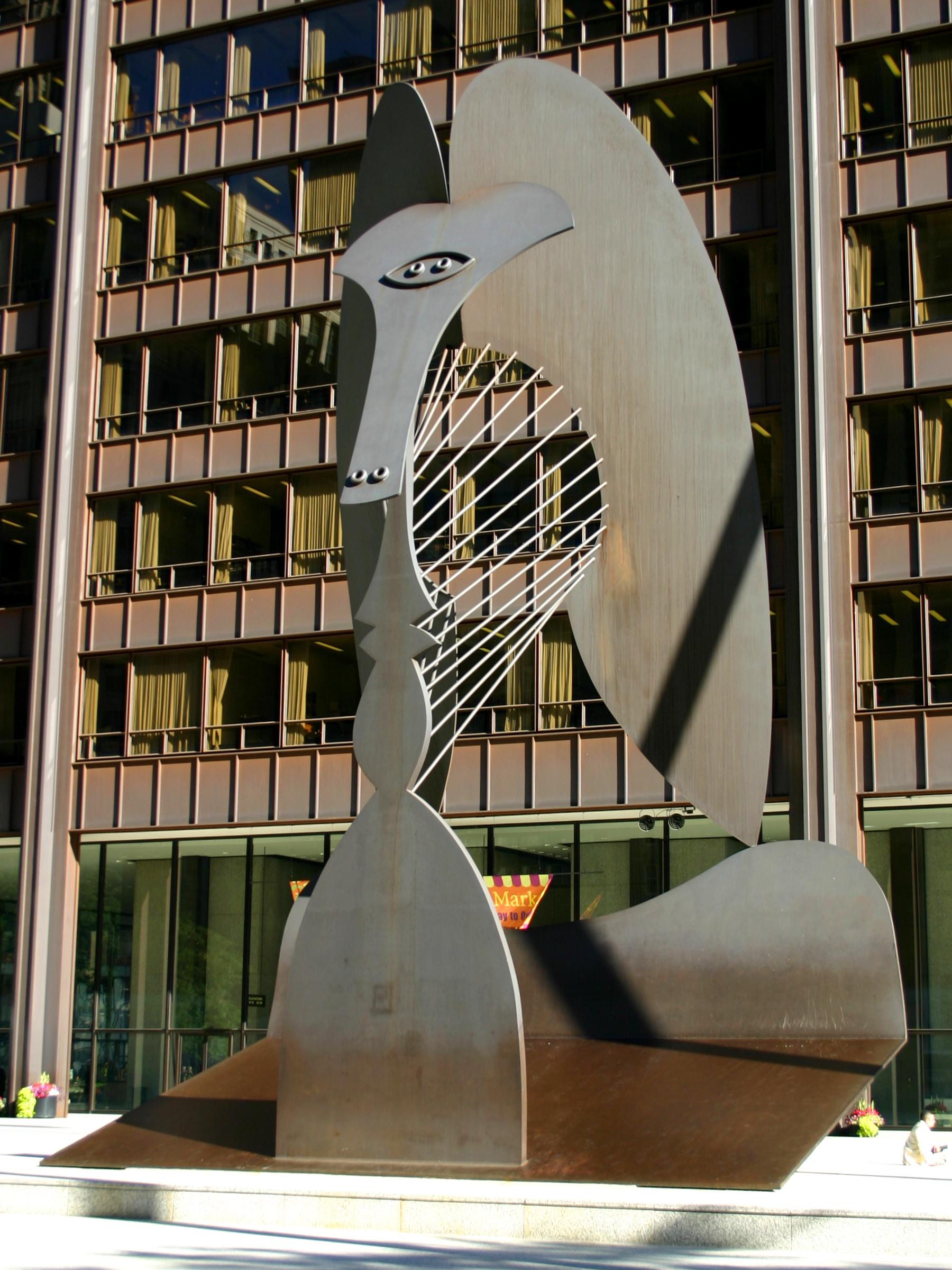
مجسمه «پیکاسوی شیکاگو» اثر پیکاسو به سال ۱۹۶۷ که در معرض عموم قرار دارد و او آن را به مردم شیکاگو تقدیم کرده است.

او در مجسمه‌سازی، حکاکی روی چوب، سفالگری، سرامیک، چاپ سنگی (لیتوگرافی) و معماری تبحر داشت. او مکتب کوبیسم را به همراه ژرژ براک در میان نقاشان جا انداخت و فن اختلاط رنگ بر پردهٔ نقاشی را به عالم هنر معرفی کرد. پیکاسو علاقه خاصی به زنها داشت و غیر از اینکه در زندگی غرق آن‌ها بود تا مدت‌ها نقاشی‌های وی مشخصاً تنها راجع به زنها بود؛ و دوره اول هنری وی در طبقه‌بندی‌ها بنامهای آبی و رز است. در دوران آبی سبک کاری وی اغلب شامل سایه‌های آبی کشیده شده از اجسامی بود که تنها به نیمی از آن‌ها به تصویر کشیده می‌شد. در دوران رز از آبی به سمت صورتی تمایل پیدا کرد و نقاشی‌های وی به دنیای واقعی نزدیکتر شدند. او سپس به سبک کوبیسم روی آورد که در آن اشیا را توسط اشکال ساده هندسی به تصویر کشاند.
آخرین دوره کاری پیکاسو دوره سورئالیستی است که از ۱۹۲۴ آغاز می‌شود؛ ولی همیشه فاصله اش را با سورئالیستها حفظ کرد. پیکاسو و هنرمندان سورئالیست جهان در اصول بنیادی، بدین معنا که هنر قادر است آنچه را که طبیعت و عقل نمی‌توانند ابراز کنند نشان دهد، موافقت داشتند ولی اختلاف اساسی بسیاری بین پیکاسو و سورئالیست‌ها وجود دارد: به عقیده آنها، پیکاسو به دنیای خارج و مضمون وابستگی بسیار دارد و از دنیای اوهام و رؤیاها بسیار دور است.
معشوقه‌ها و دوست دختران وی از جمله فرانسیس گیلوت، ماری ترزا والترز و ژنویو لاپورت موضوع اثرهای هنری وی بودند و نقش مهمی را در خلق برخی از بهترین آثار پیکاسو داشتند.
کوبیسم در سالهای تعیین‌کنندهٔ ۱۴–۱۹۰۷ به عنوان جدیدترین و بانفوذترین سبک هنری قرن بیستم بسیار مورد توجه قرار گرفت و وسعت پیدا کرد. زمان قطعی توسعهٔ آن در طول تابستان ۱۹۱۱ اتفاق افتاد. همان موقعی که پابلو پیکاسو و جرجیس براک پا به پای هم به این سبک نقاشی می‌کردند. تنگ، کوزه و کاسهٔ میوه (Carafe, Jug and Fiuit Boul) مراحل اولیهٔ این سبک نقاشی پیکاسو را نشان می‌دهد. سطوح آن با صراحت به چند قسمت تقسیم شده اما با این وجود به‌طور پیچیده‌ای چند تکه نشدند. از نظر شکل و قالب توده‌ای از خیال و وهم را در خود نگهداشته و با وجود این‌که از وجهٔ دراماتیکی آن کاسته شده است، اما قابل چشم‌پوشی نیست. در سیر تحولی این سبک، براک و پیکاسو کوبیسم تحلیلی را تقریباً در موضوع اختلال حواس کامل به وجود آوردند که در بین آثار پیکاسو ارگ‌زن (Accordionist) ترکیب گیج‌کننده‌ای از این نوع بود.
چندی بعد پیکاسو مرگ کوبیسم را با یادگاری زندگی آرام ماندولین و گیتار (Mondolin and Guitar) در طول مهمانی شب‌نشینی در پاریس در حضور شرکت‌کنندگان که فریاد می‌زدند «پیکاسو در میدان رقابت مرد» اعلام کرد. این مهمانی در آخر شب با یک شورش و آشوب به پایان رسید و تنها با ورود پلیس فرونشانده شد. سری تابلوهای رنگ‌آمیزی شدهٔ بعدی پیکاسو در سبک کوبیسم با ترکیبی شجاعانه در شکل‌های به هم پیوسته چنین قضاوتی را بی‌اعتبار می‌کند و در پایان از روش تکنیکی کارش به دفاع می‌پردازد. اما هنرمند حقیقتاً در پی احیای کشفیات قبلی خود نبود. واضح است که تصاویر بنیانی و نماهای اشباع شده گواهی به قدردانی او از پیشرفت هم‌زمان در نقاشی سورئالیست می‌دهد که مخصوصاً این تأثیر از آثار آندره ماسون و خوان میرو برخاسته است.
بعد از نمایش قطعه‌ای از موضوع خاموش‌سازی و کاهش نور در ۱۹۱۱، در سالهای بعد پیکاسو و براک تصورات ذهنی بیش‌تری را در نقاشی‌های خود به کار بردند که معمولاً از محیط هنرکده‌ها و کافه‌ها گرفته می‌شد و بدون کنار گذاشتن شیوه‌های کوبیسم تحلیلی، شیوهٔ جدیدی را توسعه دادند که به کوبیسم ترکیبی از آن نام برده می‌شد. در این نوع سبک ترکیباتی را با رنگهای متنوع و به‌طور وسیع‌تر به وجود آوردند و در تابستان سال ۱۹۱۲، براک اولین مقوایی را که چسب و گل‌رس و چیزهای دیگر را به آن می‌چسبانند ساخت و پیکاسو نیز در تابلوی «پیپ، گیلاس جام و عرق ویوکس» (Pipe, Glass, Bottle of vieux Marc) از همین شیوه پیروی کرد و کدری رنگ‌های کارهای قبلی او از بین رفت و شفاف شد و شفافیت این مورد با نشان دادن قسمت‌هایی از گیتار در پشت گیلاس نشان داده شده است و نیز مطمئناً فضایی را بین دیوار و صفحهٔ تصویر اشغال می‌کند و موقعیت‌های نسبی در تابلو کاملاً دو معنایی هستند.
از سال ۱۹۲۷ تا سال ۱۹۲۹ پابلو پیکاسو در فعالیت هنری خود از میان روش‌های کاری خود استقلال خود را به‌طور استادانه‌ای در آثارش به دست آورد و در دنبالهٔ کارهای گوناگون بهترین مثال موجود، تابلوی کارگاه هنری (The Studio) (۲۸–۱۹۲۷) است که به سبک کوبیسم ترکیبی به تصویر کشیده شده است که به اجرای مقتدر و برجسته تبدیل شده است تقابل خطوط با قواعد هندسی مشخص پیکر مجسمه‌های آن زمان پیکاسو را تداعی می‌کند. تصاویر در «کارگاه هنری» می‌تواند با مجسمهٔ نیم‌تنه در سمت چپ و پرترهٔ تمام قد در سمت راست به شکل ابتکاری بسیار عالی قابل تشخیص باشد او به میل بینندگان برای اعتقاد به حقیقت اشیای نمایش داده شده تکیه می‌کند و مجسمهٔ نیم‌تنه در این تابلو که سه چشم دارد ممکن است ویژگی‌های شخصیتی پیکاسو را در اثر هنری خود منعکس سازد. مطلبی که می‌توان از روی این تابلوهای پرارزش فهمید این است که اثر متقابل حقیقت و خیال، دغدغهٔ مهمی در تمام طول زندگی پیکاسو بود.

## آثار
بالاترین قیمت پرداخت شده برای نقاشی پابلو پیکاسو ۱۲۶٫۴ میلیون دلار به تابلویی به نام پسری با پیپ بود که در تاریخ مه ۴، ۲۰۰۴ به فروش رفت.
در نوامبر ۲۰۱۰ بیش از ۲۷۰ اثر ناشناخته از پیکاسو در فرانسه و در منزل پیرمردی کشف شد.
تک تک تابلوها و طرح‌های پیکاسو، یادداشت‌های روزانهٔ اوست و مجموعهٔ آن‌ها کتاب زندگی او یا به بیان دیگر اتوبیوگرافی اش محسوب می‌شوند. تابلوی گرنیکا (نقاشی)ی او مهم‌ترین اثر هنری متعهد که بیش از میلیون‌ها تراکت و اعلامیهٔ تبلیغاتی در معرفی وحشت جنگ، ویرانی و قتل‌عام مردمان بی گناه یک شهر بی دفاع زیر اولین بمباران هوایی قرن بیستم در جامعهٔ جهانی تکثیر کرد، شناخته شد و تابلوی دوشیزگان آوینیون اش بزرگ‌ترین اثر هنری قرن بود.
تابلوی نقاش و مدلش از کارهای پیکاسو در ابعاد بزرگ است که در موزه هنرهای معاصر تهران نگهداری می‌شود.

### دوره آبی (1901-1904)
- *زندگی (La Vie) - 1903:

این شاهکار که اکنون در موزه هنر کلیولند نگهداری می‌شود، پیچیده‌ترین اثر دوره آبی پیکاسو محسوب می‌شود. تحقیقات اشعه ایکس نشان داده که پیکاسو حداقل سه بار ترکیب‌بندی این اثر را تغییر داده است. چهره مرد در سمت چپ در اصل پرتره دوست مرحومش کارلوس کاساگماس بود که بعداً تغییر یافت. رنگ‌های آبی عمیق با سایه‌های سبز-خاکستری فضایی غمگین و مرموز ایجاد می‌کنند.
- گیتاریست پیر (The Old Guitarist) - 1903:

این اثر نمادین که در مؤسسه هنر شیکاگو نگهداری می‌شود، نمونه‌ای استثنایی از سبک اکسپرسیونیستی پیکاسو در این دوره است. مطالعات مادون قرمز نشان داده که زیر این نقاشی، تصویر زنی نشسته با سر افتاده وجود دارد. فرم‌های کشیده و انحنای بدن نوازنده یادآور آثار ال گرکو است. پیکاسو عمداً فضای منفی اطراف گیتار را خالی گذاشته تا بر انزوای سوژه تأکید کند.
- زن اتوکش (Woman Ironing) - 1904:

این نقاشی که در موزه گوگنهایم نیویورک است، اوج بلوغ پیکاسو در دوره آبی را نشان می‌دهد. فرم عمودی و کشیده بدن زن کارگر به حدی اغراق‌آمیز است که ارتفاع آن به 146 سانتیمتر می‌رسد. سایه‌های آبی-سبز روی صورت و دست‌های زن، خستگی و فرسودگی را به شکلی هنرمندانه به تصویر می‌کشد. پیکاسو در این اثر از تکنیک لعاب‌کاری (glazing) برای ایجاد عمق رنگی استفاده کرده است.

### دوره رز (1904-1906)
- خانواده سلتمبانک (Family of Saltimbanques) - 1905:

این اثر بزرگ (212.8 × 229.6 سانتیمتر) که در گالری ملی هنر واشنگتن نگهداری می‌شود، انتقال پیکاسو از دوره آبی به دوره رز را نشان می‌دهد. پیکاسو در این اثر گروهی از هنرمندان سیرک را در فضایی بی‌زمان به تصویر کشیده است. تحقیقات نشان داده که پیکاسو بیش از 30 طرح مقدماتی برای این اثر کشیده بود. رنگ‌های گرم صورتی و نارنجی جایگزین آبی‌های سرد دوره قبل شده‌اند.
- پسر با پیپ (Boy with a Pipe) - 1905:

این پرتره که در سال 2004 به قیمت 104 میلیون دلار فروخته شد، ترکیبی جالب از سبک‌های مختلف است. پسزمینه گلدار یادآور آثار تولوز لوترک است، در حالی که درماندگی صورت پسر به دوره آبی مرتبط است. پیکاسو در این اثر از تکنیک ضربه‌قلموی کوتاه و رنگ‌های مات استفاده کرده است. گل سرخ روی سر پسر تنها نقطه قرمز در ترکیب‌بندی است که به عنوان نقطه کانونی عمل می‌کند.

### دوره آفریقایی (1906-1909)
- دوشیزگان آوینیون (Les Demoiselles d'Avignon) - 1907:

این اثر انقلابی که در موزه هنر مدرن نیویورک (MoMA) نگهداری می‌شود، نقطه عطفی در هنر مدرن محسوب می‌شود. پیکاسو بیش از 100 طرح مقدماتی و 6 ماه کار بر روی این اثر صرف کرد. صورت‌های زنانه تحت تأثیر ماسک‌های آفریقایی و ایبریایی قرار دارند. فضای نقاشی کاملاً مسطح شده و پرسپکتیو سنتی نادیده گرفته شده است. رنگ‌های خام و فرم‌های هندسی پیش‌درآمد کوبیسم هستند.
- پرتره گرترود استاین (Portrait of Gertrude Stein) - 1906:

این پرتره که در متروپولیتن نیویورک است، نشان‌دهنده تغییر سبک پیکاسو به سوی انتزاع است. صورت استاین شبیه به ماسک‌های ایبریایی است، در حالی که بدن او به سبک سنتی‌تر نقاشی شده است. پیکاسو پس از 80 جلسه نقاشی، صورت را دوباره از روی حافظه کشید. پسزمینه قهوه‌ای ساده و لباس سیاه استاین تضاد جالبی با صورت روشن او ایجاد می‌کند.

### کوبیسم تحلیلی (1908-1912)
- خانه‌های روی تپه (Houses on the Hill) - 1909:

این منظره که در موزه هنر مدرن نیویورک است، نمونه‌ای کلاسیک از کوبیسم تحلیلی است. فرم‌های معماری به مکعب‌ها و مخروط‌های هندسی تقلیل یافته‌اند. پالت رنگی محدود به خاکستری، سبز و قهوه‌ای است. پیکاسو در این اثر از تکنیک "گذر فرم‌ها" استفاده کرده که در آن یک سطح همزمان به چند وجه مختلف تعلق دارد.
- دختر زیبای من (Ma Jolie) - 1911:

این اثر انتزاعی که در موزه هنر مدرن نیویورک است، پرتره‌ای از معشوقه پیکاسو، مارسل آمبرت است. عنوان اثر از ترانه‌ای محبوب در کافه‌ها گرفته شده است. پیکاسو در این اثر از نمادهای موسیقی مانند خطوط حامل استفاده کرده است. رنگ‌های خنثی و فرم‌های شکسته به حدی انتزاعی هستند که تشخیص چهره تقریباً غیرممکن است.

### کوبیسم ترکیبی (1912-1919)
- ویولن و میوه (Violin and Fruit) - 1913:

این اثر که در موزه پیکاسو پاریس نگهداری می‌شود، نمونه‌ای درخشان از کوبیسم ترکیبی است. پیکاسو در این اثر از تکه‌های روزنامه، کاغذ دیواری و پارچه استفاده کرده است. رنگ‌های زنده و بافت‌های مختلف با هم ترکیب شده‌اند تا اثر سه‌بعدی ایجاد کنند. سایه‌های سیاه و سفید عمق را القا می‌کنند، در حالی که فرم‌ها همچنان مسطح هستند.
- سه نوازنده (Three Musicians) - 1921:

این شاهکار بزرگ (2 متر ارتفاع) که در موزه هنر مدرن نیویورک است، اوج کوبیسم ترکیبی است. سه شخصیت (پیراهل، هارلکین و راهب) در فضایی تئاتری قرار گرفته‌اند. رنگ‌های زنده قرمز، آبی و زرد با فرم‌های مسطح ترکیب شده‌اند. پیکاسو در این اثر از تکنیک کلاژ برای ایجاد بافت‌های مختلف استفاده کرده است.

### دوره نئوکلاسیک (1919-1929)
- زنانی در چشمه (Women at the Fountain) - 1921:

این نقاشی که در موزه پیکاسو پاریس است، بازگشت پیکاسو به فرم‌های کلاسیک را نشان می‌دهد. دو زن با اندام‌های سنگین و لباس‌های یونانی در حال پر کردن کوزه هستند. رنگ‌های زمینی و ترکیب‌بندی هرمی یادآور هنر رنسانس است. پیکاسو در این اثر از تکنیک سایه‌زنی دقیق برای ایجاد حجم استفاده کرده است.
- پیرمرد گیتاریست (The Old Guitarist) - 1924:

این تفسیر جدید از اثر دوره آبی که در موزه هنرهای معاصر بارسلون است، با سبک نئوکلاسیک اجرا شده است. فرم‌ها پرحجم‌تر و رنگ‌ها گرم‌تر هستند. پیکاسو در این نسخه از تکنیک "ترکیب رنگ مرطوب در مرطوب" استفاده کرده که بافت نرم‌تری ایجاد می‌کند. حالت چهره نوازنده ملایم‌تر از نسخه آبی است.

### دوره سوررئالیسم (1930s)
- گرنیکا (Guernica) - 1937:

این شاهکار ضد جنگ (3.5 × 7.8 متر) که در موزه رینا سوفیا مادرید است، در پاسخ به بمباران شهر گرنیکا خلق شد. پیکاسو در این اثر از نمادهای قدرتمندی مانند گاو (نماد خشونت)، اسب (نماد مردم بی‌گناه) و مادر داغدیده استفاده کرده است. رنگ‌های سیاه، سفید و خاکستری به شدت احساسی اثر می‌افزایند. ترکیب‌بندی به شکل مثلثی است که بیننده را به سمت مرکز اثر هدایت می‌کند.
- زن گریان (Weeping Woman) - 1937:

این پرتره که در تیت مدرن لندن است، تمرکز بر رنج فردی پس از فاجعه جمعی است. چهره زن به شدت تحریف شده و با رنگ‌های تند (زرد، سبز، بنفش) نقاشی شده است. قطره‌های اشک به شکل الماس‌های تیز هستند. پیکاسو در این اثر از تکنیک "تکه‌تکه کردن فرم" استفاده کرده که یادآور شیشه شکسته است.

### آثار متأخر (1940-1973)
- نمایشگاه والوری (The Charnel House) - 1945:

این اثر که در موزه هنر مدرن نیویورک است، پاسخ پیکاسو به جنگ جهانی دوم است. ترکیبی از کوبیسم و سوررئالیسم با رنگ‌های تیره و فرم‌های درهم‌پیچیده. پیکاسو در این اثر از تکنیک "رنگ‌پاشی کنترل‌شده" استفاده کرده است. ترکیب‌بندی مملو از اعضای قطع‌شده بدن است که یادآور اتاق گاز است.
- دلقک (The Clown) - 1964:

این اثر چاپ سنگی که در موزه نیاوران تهران نگهداری می‌شود، از آخرین آثار پیکاسو است. رنگ‌های زنده و خطوط سیاه پررنگ ویژگی اصلی این کار هستند. پیکاسو در این اثر به موضوعات دوران اولیه‌اش (هنرمندان سیرک) بازگشته است. تکنیک ساده اما مؤثر، نشان‌دهنده تسلط کامل او بر رسانه چاپ است.